# Porc senglar pigmeu
El porc senglar pigmeu (Porcula salvania) és una espècie amenaçada de petit porc salvatge, que abans s'estenia per l'Índia, el Nepal i Bhutan, però que actualment només es troba a
Assam. La població mundial actual és de 150 individus o menys. Mesures de conservació recents han millorat les possibilitats de supervivència en estat salvatge d'aquesta espècie en perill crític.